# Rafiq Subaie
Rafiq Subaie (ALA-LC: Rafiq al Sabaei, en árabe: رفيق السبيعي‎‎; Damasco, 9 de febrero de 1930–ibidem, 5 de enero de 2017) fue un actor, guionista, y director de cine sirio.

## Biografía
Nació en el distrito antiguo de Al-Buzuriyah Souq, en Damasco y como actor contribuyó a la historia dramática siria. Subaie también fue conocido por el nombre de "Abu Sayyah".
Falleció en su hogar, en Damasco, el 5 de enero de 2017, a la edad de 86 años, luego de una larga carrera artística durante la cual fue uno de los pilares del drama sirio en teatro, televisión, radio y cine. Fue inhumado en el Cementerio de Bab al Saghir, después de su funeral en una ceremonia masiva. Subaie murió de causas naturales el jueves 5 de enero; se había sometido a una serie de operaciones desde que se fracturó la cadera en una caída en su casa en 2016.

## Filmografía
- 1966: Proceso de la sexta hora
- 1966: Sefer Berlak. Rahabneh y Sra. Fairuz.
- 1967: Gram en Estambul
- 1967: Makalib Ghawar. Actor, series de comedia
- 1969: Antar invade el desierto
- 1971: The Sentinel. Con Al Rahabneh
- 1971: Puente de los malvados
- 1972: Safari
- 1972: Los cinco cuartos
- 1972: El cuchillo
- 1978: Shaytan Al Jazzirah. actor
- 1982: Asesinado por serialización. Dirigido por Muhammad Shahin
- 1984: Sueños de la ciudad
- 1985: Chica oriental
- 1984: El sol en un día nublado
- 1992: Night. Dirigido por Mohamed Malas
- 2002: Fondo Al-Dunya
- 2002: Sunduq al-dunyâ. Akbar
- 2009: Amantes
- 2009: La Larga Noche. Dirigido por Hatem Ali
- 2013: Amar el Sham. Actor, drama sirio[9]
- 2016: Sirios ... La gente del sol. Dirigido por Basil Khatib

## Honores

### Membresías
- 1 de marzo de 1968: Sindicato de Artistas Sirios.[10]

### Galardones
- Honrado dos veces por el fallecido presidente Hafiz al-Assad, quien le otorgó el título de

Artista del Pueblo
- 2008: la presidencia de Bashar al-Assad, quien le otorgó la Orden del Mérito de Excelente Grado de Siria.

### Afiliación nacional
envió una solicitud para pertenecer al Partido Social Nacionalista Sirio Un miembro excepcional aceptado a través de una gran ceremonia celebrada para él. en Beirut.